# Saison 2017 de l'équipe cycliste Axeon-Hagens Berman
La saison 2017 de l'équipe cycliste Axeon-Hagens Berman est la neuvième de cette équipe.

## Préparation de la saison 2017

### Arrivées et départs
| Arrivées            | Équipe 2016                        |
| ------------------- | ---------------------------------- |
| Edward Anderson     | 3Sports-St Christopher's School    |
| Christopher Blevins | NCCF-Specialized Junior Racing     |
| Ian Garrison        | Holowesko-Citadel-Hincapie Juniors |
| Christopher Lawless | JLT Condor                         |
| Jhonatan Narváez    | Klein Constantia                   |
| Ivo Oliveira        | Liberty Seguros-Carglass           |
| Rui Oliveira        | Liberty Seguros-Carglass           |
| Michael Rice        | Garneau-Québecor                   |

| Départs            | Équipe 2017            |
| ------------------ | ---------------------- |
| Gregory Daniel     | Trek-Segafredo         |
| Tao Geoghegan Hart | Sky                    |
| Ruben Guerreiro    | Trek-Segafredo         |
| Colin Joyce        | Rally                  |
| Krists Neilands    | Israel Cycling Academy |
| Philip O'Donnell   |                        |
| Justin Oien        | Caja Rural-Seguros RGA |
| Tyler Williams     | Israel Cycling Academy |

## Coureurs et encadrement technique

### Effectif
| Cycliste            | Date de naissance  | Nationalité | Équipe 2016                        |  |
| ------------------- | ------------------ | ----------- | ---------------------------------- |  |
| Edward Anderson     | 18 avril 1998      | États-Unis  | 3Sports-St Christopher's School    |  |
| William Barta       | 4 janvier 1996     | États-Unis  | Axeon-Hagens Berman                |  |
| Christopher Blevins | 14 mars 1998       | États-Unis  | NCCF-Specialized Junior Racing     |  |
| Jonny Brown         | 20 avril 1997      | États-Unis  | Axeon-Hagens Berman                |  |
| Adrien Costa        | 19 août 1997       | États-Unis  | Axeon-Hagens Berman                |  |
| Geoffrey Curran     | 20 octobre 1995    | États-Unis  | Axeon-Hagens Berman                |  |
| Edward Dunbar       | 1er septembre 1996 | Irlande     | Axeon-Hagens Berman                |  |
| Ian Garrison        | 13 avril 1998      | États-Unis  | Holowesko-Citadel-Hincapie Juniors |  |
| Christopher Lawless | 4 novembre 1995    | Royaume-Uni | JLT Condor                         |  |
| Jhonatan Narváez    | 4 mars 1997        | Équateur    | Klein Constantia                   |  |
| Ivo Oliveira        | 5 septembre 1996   | Portugal    | Liberty Seguros-Carglass           |  |
| Rui Oliveira        | 5 septembre 1996   | Portugal    | Liberty Seguros-Carglass           |  |
| Logan Owen          | 25 mars 1995       | États-Unis  | Axeon-Hagens Berman                |  |
| Neilson Powless     | 3 septembre 1996   | États-Unis  | Axeon-Hagens Berman                |  |
| Michael Rice        | 25 janvier 1996    | Australie   | Garneau-Québecor                   |  |
| Chad Young          | 8 juin 1995        | États-Unis  | Axeon-Hagens Berman                |  |

## Bilan de la saison

### Victoires
| Victoires | Victoires                                              | Victoires | Victoires | Victoires        | Victoires |
| Date      | Course                                                 | Pays      | Classe    | Vainqueur        |           |
| --------- | ------------------------------------------------------ | --------- | --------- | ---------------- | --------- |
| 25 fév.   | 4e étape du Tour de l'Alentejo                         | Portugal  | 2.1       | Logan Owen       |           |
| 2 avr.    | 3ea étape du Triptyque des Monts et Châteaux           | Belgique  | 2.2       | Neilson Powless  |           |
| 9 avr.    | Classement général, Circuit des Ardennes international | France    | 2.2       | Jhonatan Narváez |           |